# Chacsinkín
Chacsinkín är en kommun i Mexiko.   Den ligger i delstaten Yucatán, i den östra delen av landet, 1 100 km öster om huvudstaden Mexico City. Antalet invånare är 2 818. Arean är 158 kvadratkilometer.
Terrängen i Chacsinkín är mycket platt.